# Estefania Miranda

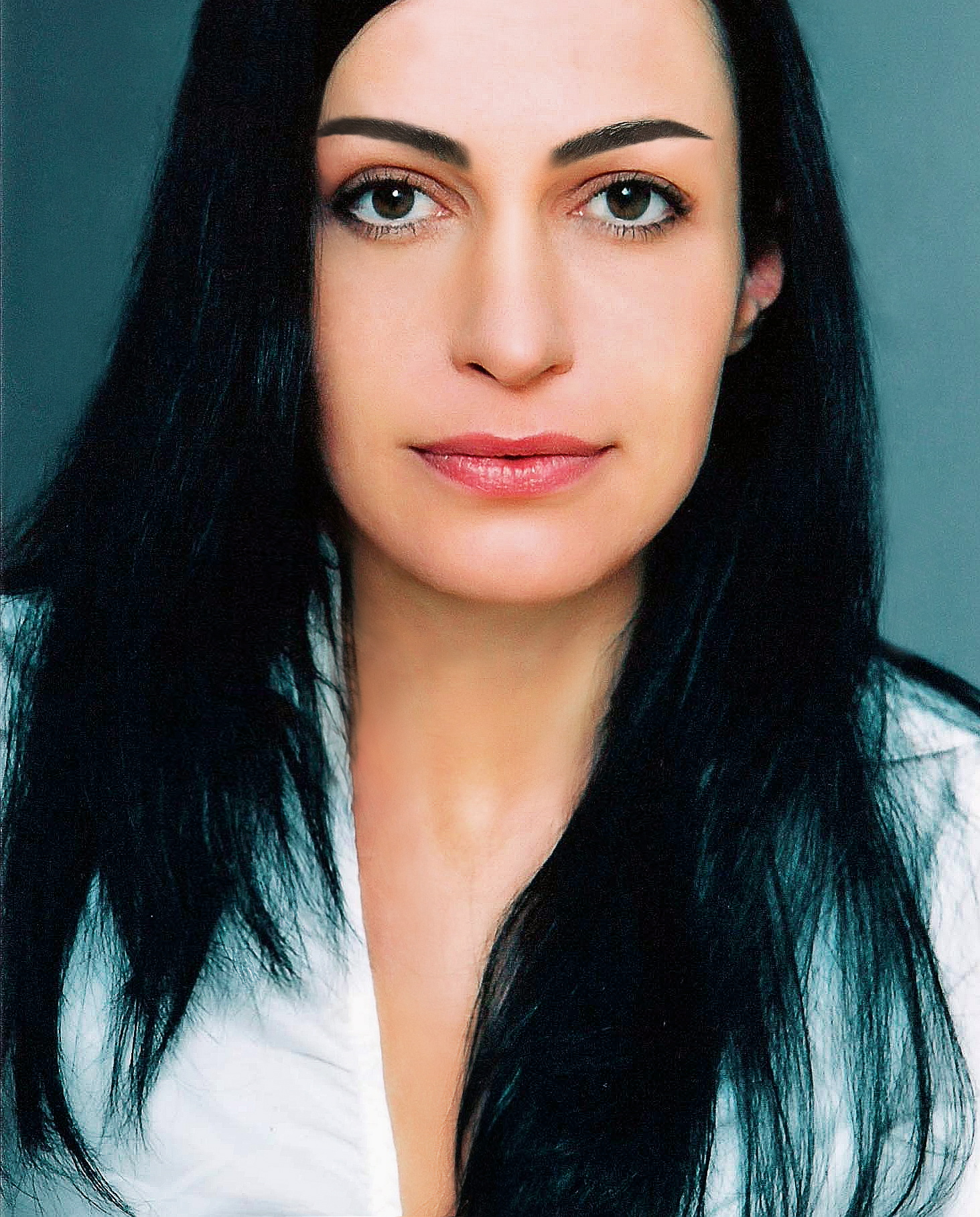
Estefania Miranda

Estefania Miranda (* 1975 in Chile) ist eine chilenische Choreografin und Kuratorin.

## Leben
Sie erhielt mit 15 Jahren ein Tanzstipendium des European Council und ging nach Edinburgh/Schottland. Danach nahm sie ein Tanzstudium an der Hochschule der Künste in Tilburg/Niederlande auf und gastierte als Tänzerin in Irland und Belgien. Bereits im 3. Studienjahr erhielt sie ein Engagement als Ensemblemitglied der Ismael Ivo Company am Deutschen Nationaltheater Weimar. Hier blieb sie bis 2000 und schloss ihr Studium mit Diplom ab.
Mit dem renommierten Choreografen, Gründer des größten europäischen Tanzfestivals Impuls Tanz in Wien, sowie Leiter der Biennale di Venezia/Dance, Ismael Ivo, verbindet sie eine langjährige Zusammenarbeit. In Ivos Choreografien war Estefania Miranda als Solistin in zahlreichen Hauptrollen zu sehen. Unter seiner Leitung arbeitete die Company mit weiteren bedeutenden Künstlern wie z. B. Gerald Thomas/New York, Marcio Aurelio/São Paulo. Besondere Aufmerksamkeit erregten die Produktionen „Der nackte Michelangelo“ unter der Regie von George Tabori an der Schaubühne Berlin und „Auswanderungen“, basierend auf einer gemeinsamen Idee Ismael Ivos und Heiner Müller. Es folgen internationale Tourneen u. a. in Europa, Brasilien, Kolumbien, Ägypten und der Türkei.
Während dieser Zeit entwickelte Estefania Miranda außerdem Choreografien für Schauspielproduktionen und eigene abendfüllende Tanzstücke am Deutschen Nationaltheater Weimar. Von 1998 bis 2001 war sie darüber hinaus Lehrbeauftragte der Hochschule der Künste Leipzig, Abteilung Schauspiel/Fachbereich Tanz.
2000 wurde Estefania Miranda Schauspielerin und Ensemblemitglied am Deutschen Nationaltheater Weimar und arbeitete hier u. a. unter der Regie von Susanne Lietzow und Christina Emig-Köning.
Es folgten Projekte als Tänzerin und Schauspielerin u. a. am Schauspiel Hannover, Theater Phönix Linz, Cairo Opera House, mit Marina Abramović in Paris und mit dem Choreografen Hans van den Broeck, Mitbegründer von les Ballets chorégraphique de la Belgique, für das International Dance Festival Vienna.
2009 gründete sie die Company Estefania Miranda und erwarb ein eigenes Produktionszentrum mit Proberäumen, Bühne und Café in Berlin. Ihre von Publikum und Presse gefeierten Arbeiten wurden international produziert und gezeigt. Stationen waren u. a.: Theater de Vorst Tilburg/NL, Festival de Printemps Lausanne, Rote Fabrik Zürich, Usher Hall Edinburgh, Tanzhaus Zürich, Internationale Tanzwochen Dresden, Internationale Tanztage Potsdam, Festspielhaus Hellerau Dresden, Societätstheater Dresden, Deutsches Nationaltheater Weimar, Landestheater Coburg, Stadttheater Freiberg und Landestheater Detmold etc. Besondere Aufmerksamkeit erregte die Trilogie „Zwischenräume“, basierend auf Texten von Sarah Kane und Michel Houellebecq. Eine Tournee ihrer aktuellen Produktion „Trust Treats Truth“, die in Koproduktion mit dem Deutschen Nationaltheater Weimar entstand, ist in Planung.
Seit 2010 ist Estefania Miranda Kuratorin für Tanz am Deutschen Nationaltheater Weimar, Künstlerische Leiterin und Produktionsleiterin des Internationalen Tanzfestivals Weimar, das sie gegründet hat. Hier präsentiert sie aktuelle Produktionen international renommierter Choreografen, hauseigene Produktionen, Workshops, Ausstellungen und publikumsinteraktive Performances. 2012 wurde sie zur Direktorin Tanz am Konzert Theater Bern für die Saison 2013/2014 ernannt. 2021 trat sie zurück.

## Nachweise
1. ↑  die deutsche bühne: Estefania Miranda wird Tanzchefin von Konzert Theater Bern (Memento des Originals vom 16. November 2012 im Internet Archive)  Info: Der Archivlink wurde automatisch eingesetzt und noch nicht geprüft. Bitte prüfe Original- und Archivlink gemäß Anleitung und entferne dann diesen Hinweis.